# オフィスぼくら
有限会社オフィスぼくらは、テレビ番組の制作プロダクション。放送作家が多く在籍し、番組派遣も行う。
構成作家の岩立良作が代表を務める。

## 所属スタッフ
プロデューサー
- 小林宏充
- 細越貴子
- 本間正幸
- 雨宮雄太
- 小林智武

演出/ディレクター
- 守屋隆広
- 小出泰寛

ディレクター
- 栗原大祐
- 小曽根雅紀
- 矢野昭彦
- 辻直記
- 石橋風吾
- 佐々木健太
- 徳永高
- 中村勇貴
- 秋元裕
- 久保木泉
- 萩原妃奈子
- 志賀彩珠美

AP
- 浜田和宏
- 小坂道洋
- 柳祐輔
- 真田大輔
- 横井啓人

## 主な実績
- ※印は子会社『ウイッシュカンパニー』制作名義。
- ☆印はスタッフ派遣協力番組として、クレジット表記は無し。
- 作印は構成・リサーチ担当のみ。